# Мощенков, Владимир Николаевич
Владимир Николаевич Мощенков (15 августа 1940 — 17 февраля 2024) — советский слесарь, Герой Социалистического Труда (1981).

## Биография
Владимир Николаевич Мощенков родился 15 августа 1940 года в деревне Подлипки Ельнинского района Смоленской области. Окончил десять классов школы. Также в 1986 году закончил Московский техникум мебельной промышленности. После работал в совхозе. В 1960—1964 годах проходил службу в Советской Армии. Демобилизовавшись, уехал в Москву. С января 1965 года работал оператором, затем слесарем на Московском экспериментальном заводе древесно-стружечных плит и деталей Министерства лесной, целлюлозно-бумажной и деревообрабатывающей промышленности СССР. С 1972 года руководил слесарной бригадой. В 1976 году Мощенкову была присуждена Государственная премия СССР.
Указом Президиума Верховного Совета СССР от 19 марта 1981 года за «выдающиеся успехи, достигнутые в выполнении десятой пятилетки и социалистических обязательств» Владимир Николаевич Мощенков был удостоен высокого звания Героя Социалистического Труда с вручением ордена Ленина и медали «Серп и Молот».
Избирался депутатом Верховного Совета РСФСР 11-го созыва, делегатом XXVII съезда КПСС, XIX Всесоюзной партийной конференции, депутатом различных выборных органов. В настоящее время Мощенков находится на пенсии, проживает в посёлке Кирилловка Химкинского городского округа Московской области.
Награждён двумя орденами Ленина, орденом Дружбы народов, рядом медалей.